# Josef Anton Riedl
Josef Anton Riedl (Pseudonym: Józef Mann;  * 11. Juni 1927 in München; † 25. März 2016 in Murnau am Staffelsee) war ein deutscher Komponist Neuer Musik.

## Leben
Nach einem Studium an der Münchner Musikhochschule und Kursen bei Hermann Scherchen in Gravesano widmete sich Riedl, beeinflusst von Carl Orff, Edgar Varèse und Pierre Schaeffer, als Komponist besonders dem Schlagwerk.
1950 gründete er die deutsche Sektion der Jeunesses Musicales mit. Ab 1952 leistete er Pionierarbeit bezüglich der Verwendung von konkreten und elektronischen Klängen in der Musik. Von 1959 bis zu seiner Auflösung 1966 war Riedl Leiter des Siemens-Studios für elektronische Musik. Die 1960 von Riedl initiierte Veranstaltungsreihe »Neue Musik München / Klang-Aktionen« fand zuletzt im Jahr 2009 statt.
Als Komponist arbeitete er mit Film- und Theaterregisseuren zusammen, u. a. mit Edgar Reitz, Alexander Kluge und Fritz Kortner.
Als Lehrer beeinflusste Riedl das Werk heute bekannter Schüler wie Peter Michael Hamel, Michael Hirsch und Michael Lentz, zu dessen Hörspiel Muttersterben (2001) er eine Musik schuf. Lentz spielt bis heute als Saxophonist im Ensemble Riedls. Ossatura und Tim Hodgkinson verwendeten auf ihrem 1998 veröffentlichten Album Dentro Soundfragmente Riedls.
Die Bayerische Staatsbibliothek München hat 2020 den musikalischen und dokumentarischen Nachlass von Josef Anton Riedl erhalten.

## Tonträgerveröffentlichungen
- Josef Anton Riedl. LP, WERGO, 1972.

- Klangregionen 1951-2007. CD, Edition RZ, 2009.

- vielleicht - perhaps - peu-être. CD. NEOS, 2009.

- Klangfelder. LP, Loft, 2012.

- Utopen. Mini-LP, Schamoni Musik, 2014.

- größer minus größer. (Mit Michael Lentz). CD, intermedium records, 2014.[5]

## Hörspiele/Hörstücke
- c.e. oder conclamatum est. Für Sprecher und vier Klaviere auf einen Text von Hans Henny Jahnn nach einer Idee von Herbert Kapfer, mit Jan Philip Schulze, Ruschana Pamirova, Sebastian Berweck, Christian Schulte (Klavier); Michael Lentz (Sprechen). musica viva/BR Hörspiel und Medienkunst 2009. Als Podcast/Download im BR Hörspiel Pool[6]
- größer minus größer – Lautkomposition aus Collagen von Herta Müller. Mit Michael Hirsch, Michael Lentz. Realisation: Michael Lentz/Josef Anton Riedl. BR – Hörspiel und Medienkunst 2014. Als Podcast/Download im BR Hörspiel Pool[7]

## Auszeichnungen
- 1979 Schwabinger Kunstpreis
- 1988 Bundesverdienstkreuz am Bande
- 1996 Musikpreis der Landeshauptstadt München
- Josef Anton Riedl war Ehrenmitglied der Deutschen Gesellschaft für Elektroakustische Musik[8]